# グレゴリー・ルマルシャル
グレゴリー・ジャン＝ポール・ルマルシャル（フランス語: Grégory Jean-Paul Lemarchal, 1983年5月13日 - 2007年4月30日）はフランスの歌手。イゼール県ラ・トロンシュ生まれ。
フランスのテレビ番組『スター・アカデミー』で2004年度の優勝者となり、2005年3月に正式デビューした。2007年4月30日シュレンヌにて、先天性の難病である嚢胞性線維症により23歳で死去した。

## 音楽

### アルバム
- Je deviens moi (2005年）
- Olympia 06 (2006年）
- La voix d'un ange (2007年)

### シングル
- Écris l'histoire (2005年3月29日) :
- Je suis en vie(2005年7月18日)
- À corps perdu(2005年12月5日)
- Même si (What you're made of) (2006年5月9日)
- De temps en temps (2007年7月11日)
- Le lien (2007年9月9日)
- Restons amis (2008年4月21日)

### DVD
- Olympia 06 (2006年）